# 柴田学園大学
柴田学園大学（しばたがくえんだいがく、英語: Shibata Gakuen University）は、青森県弘前市清原1-1-16に本部を置く日本の私立大学。1923年創立、1969年大学設置。

## 沿革
- 1923年4月 弘前和洋裁縫女学校開校
- 1928年4月 弘前和洋裁縫女学校師範科開設
- 1933年4月 弘前和洋裁縫女学校高等師範科開設
- 1950年4月 東北女子短期大学開校
- 1969年4月 東北女子大学（家政学部・家政学科）開学
- 1974年4月 家政学部・児童学科 設置
- 1985年4月 家政学専攻科設置
- 2001年4月 家政学科 情報コース設置
- 2005年4月 家政学科 栄養教諭コース設置
- 2008年4月 児童学科 保育士養成コース設置
- 2010年6月 校舎新築
- 2015年4月 家政学科を健康栄養学科に改称、管理栄養士養成施設設置
- 2020年5月 2021年4月より、大学名を柴田学園大学に、学部名を生活創生学部に、児童学科をこども発達学科に変更し、男女共学化する旨を発表[1]
- 2021年4月 男女共学化に伴い、大学名を東北女子大学から柴田学園大学に変更[2]。
- 2022年4月 柴田学園高等学校を附属校化
- 2023年4月 生活創生学部 フードマネジメント学科 設置

## 学部・学科
- 生活創生学部
  - 健康栄養学科
  - こども発達学科
  - フードマネジメント学科

## 学内奨学金
- 柴田学園奨学金

## 系列校
- 柴田学園大学短期大学部
- 柴田学園大学附属柴田学園高等学校
- 柴田幼稚園